# Геррюнга
Геррюнга (швед. Herrljunga) — містечко (tätort, міське поселення) у центральній Швеції в лені Вестра-Йоталанд. Адміністративний центр комуни  Геррюнга.

## Географія
Містечко знаходиться у центральній частині лена Вестра-Йоталанд за 410 км на південний захід від Стокгольма.

## Історія
Поселення виросло навколо залізничного вузла. 
У 1953 році Геррюнга отримала статус чепінга.

## Герб міста
Герб із чотирма снопами було розроблено для торговельного містечка (чепінга) Геррюнга. Отримав королівське затвердження 1953 року.
Герб: синій щит розділений срібним хрестом, у чотирьох синіх полях стоїть по золотому снопу.
Сюжет герба походить з печатки гераду (територіальної сотні) Куллінг за 1756 рік. 
Після адміністративно-територіальної реформи, проведеної в Швеції на початку 1970-х років, муніципальні герби стали використовуватися лишень комунами. Цей герб був 1971 року перебраний для нової комуни Геррюнга. Згодом у нього внесли незначні зміни.

## Населення
Населення становить 4 077 мешканців на 2018 рік.
| Кількість населення Геррюнга за 1970-2020 роки | Кількість населення Геррюнга за 1970-2020 роки | Кількість населення Геррюнга за 1970-2020 роки | Кількість населення Геррюнга за 1970-2020 роки | Кількість населення Геррюнга за 1970-2020 роки |
| ---------------------------------------------- | ---------------------------------------------- | ---------------------------------------------- | ---------------------------------------------- | ---------------------------------------------- |
| Рік                                            |                                                |                                                | Населення                                      |                                                |
| 1960                                           | 1960                                           |                                                | 2 502                                          | 2 502                                          |
| 1965                                           | 1965                                           |                                                | 3 023                                          | 3 023                                          |
| 1970                                           | 1970                                           |                                                | 3 171                                          | 3 171                                          |
| 1975                                           | 1975                                           |                                                | 3 244                                          | 3 244                                          |
| 1980                                           | 1980                                           |                                                | 3 537                                          | 3 537                                          |
| 1990                                           | 1990                                           |                                                | 3 729                                          | 3 729                                          |
| 1995                                           | 1995                                           |                                                | 3 888                                          | 3 888                                          |
| 2000                                           | 2000                                           |                                                | 3 783                                          | 3 783                                          |
| 2005                                           | 2005                                           |                                                | 3 746                                          | 3 746                                          |
| 2010                                           | 2010                                           |                                                | 3 822                                          | 3 822                                          |
| 2020                                           | 2020                                           |                                                | 4 119                                          | 4 119                                          |
| Джерело:                                       |                                                |                                                |                                                |                                                |

## Спорт
У поселенні базується футбольний клуб Геррюнга CК та інші спортивні організації. 

## Відомі люди
- Самуель Гольмен — шведський футболіст, виріс у Геррюнга.
- Себастьян Гольмен — шведський футболіст, виріс у Геррюнга.

## Міста-партнери
Має партнерські зв'язки з містом:
- Кам'янець-Подільський[2]

## Світлини

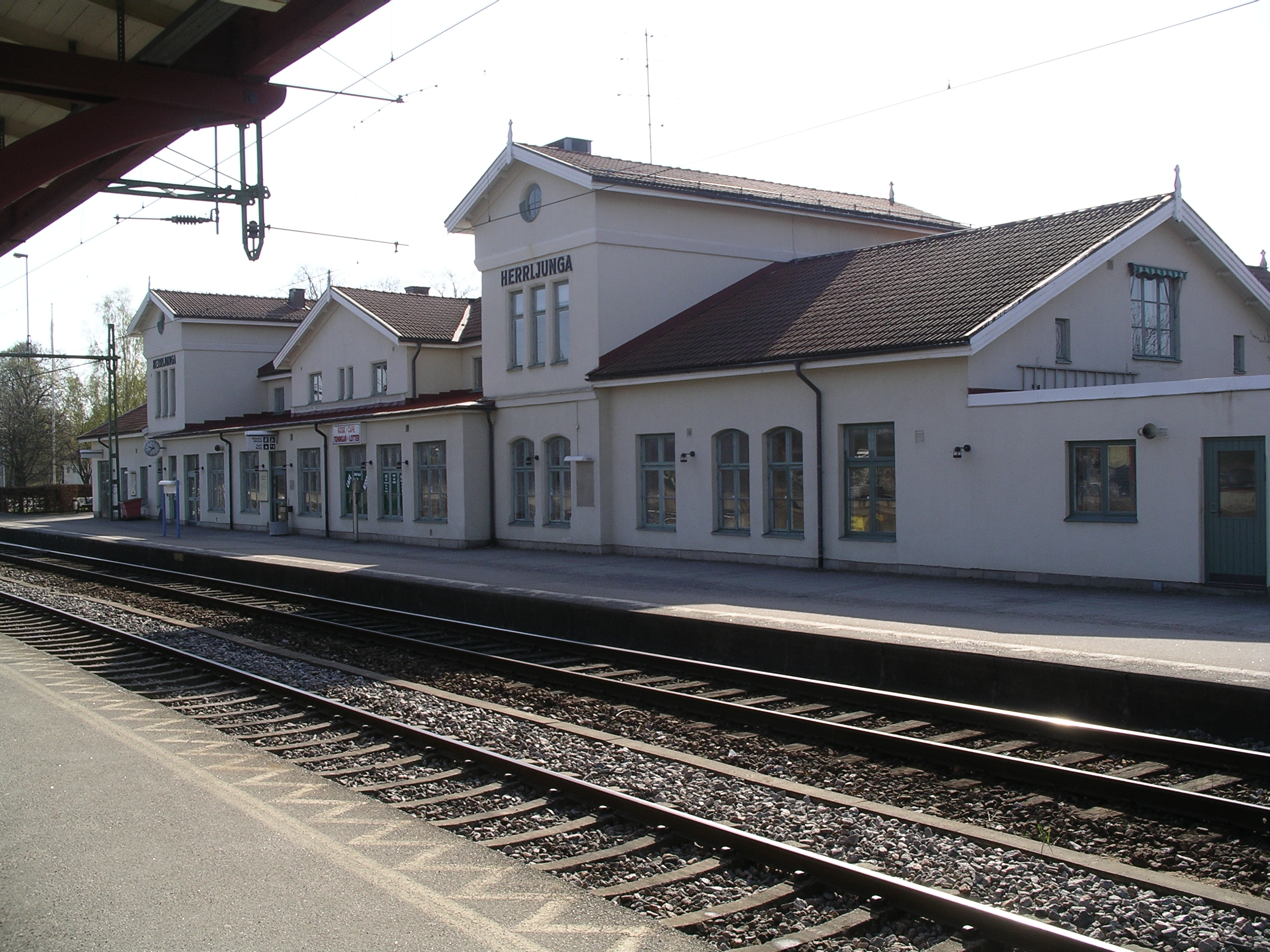
Залізнична станція
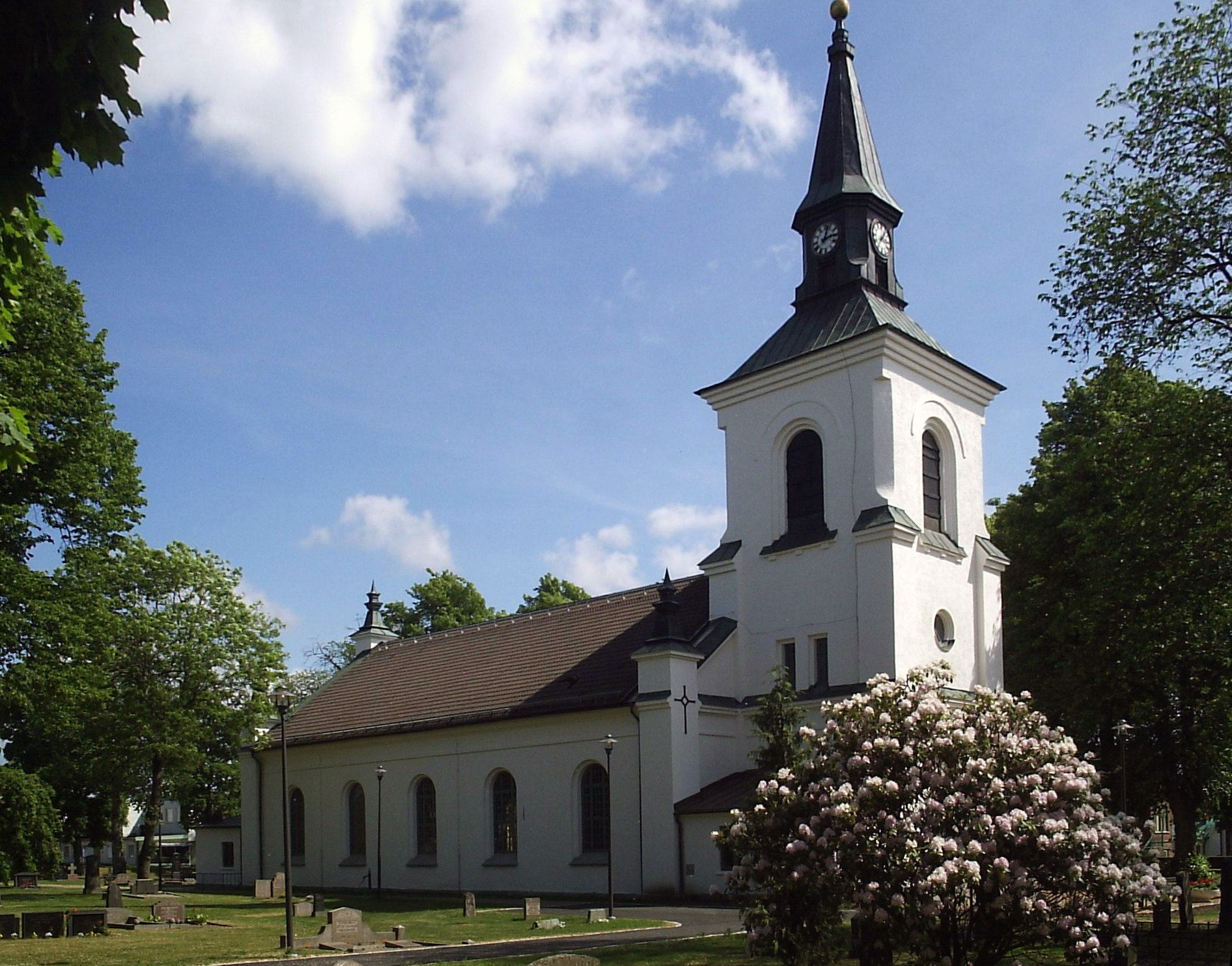
Церква
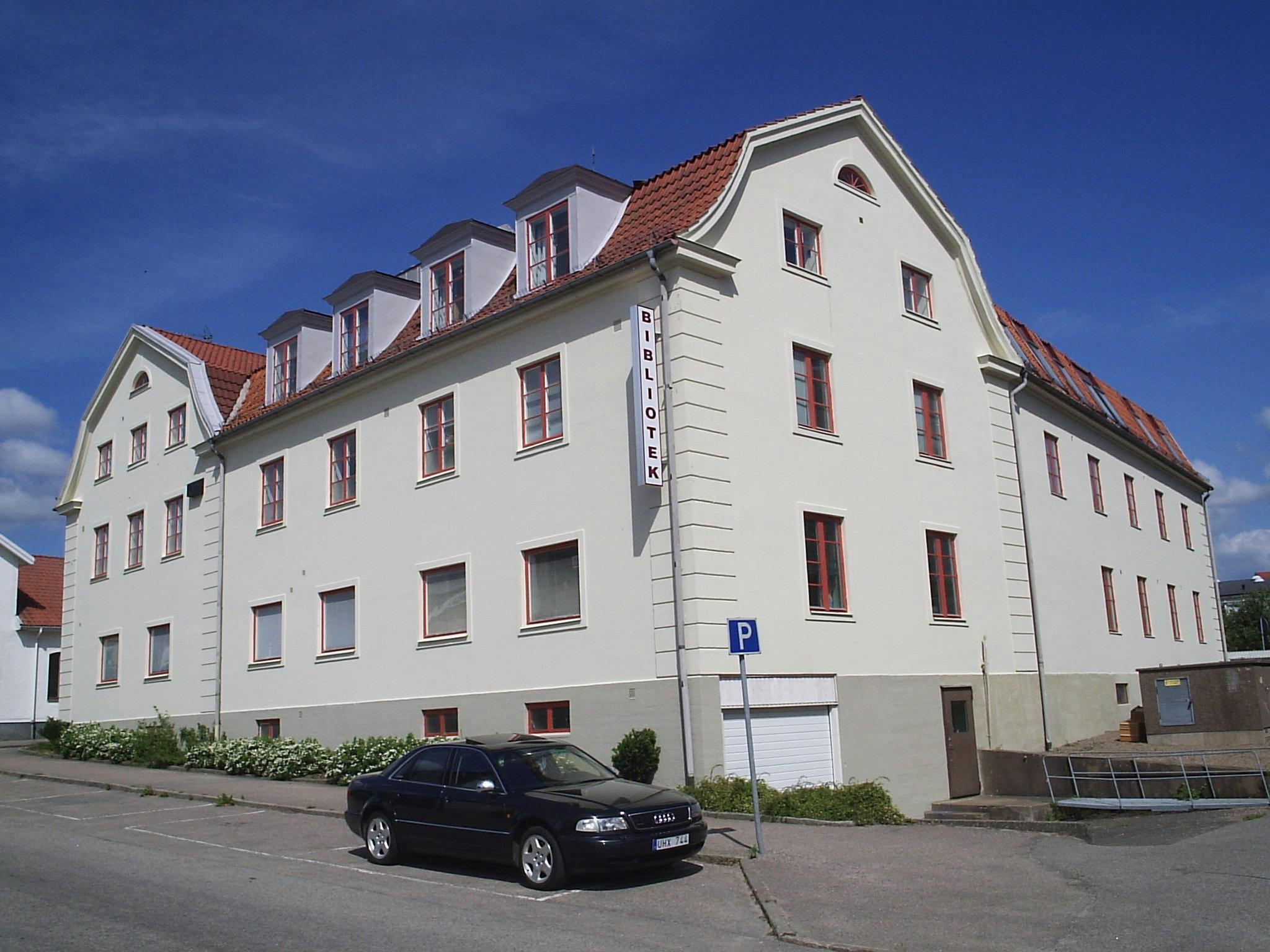
Бібліотека
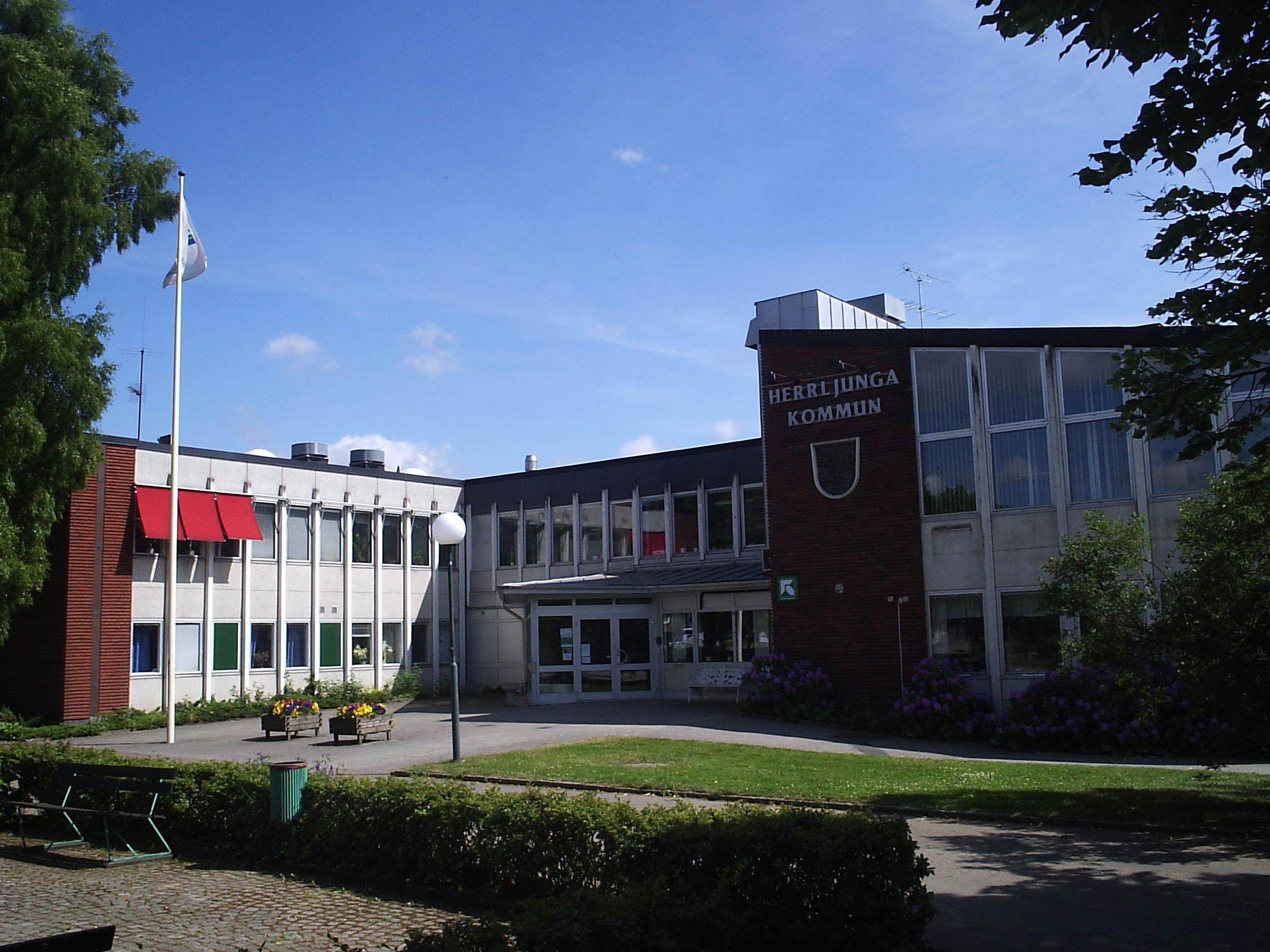
Управа комуни
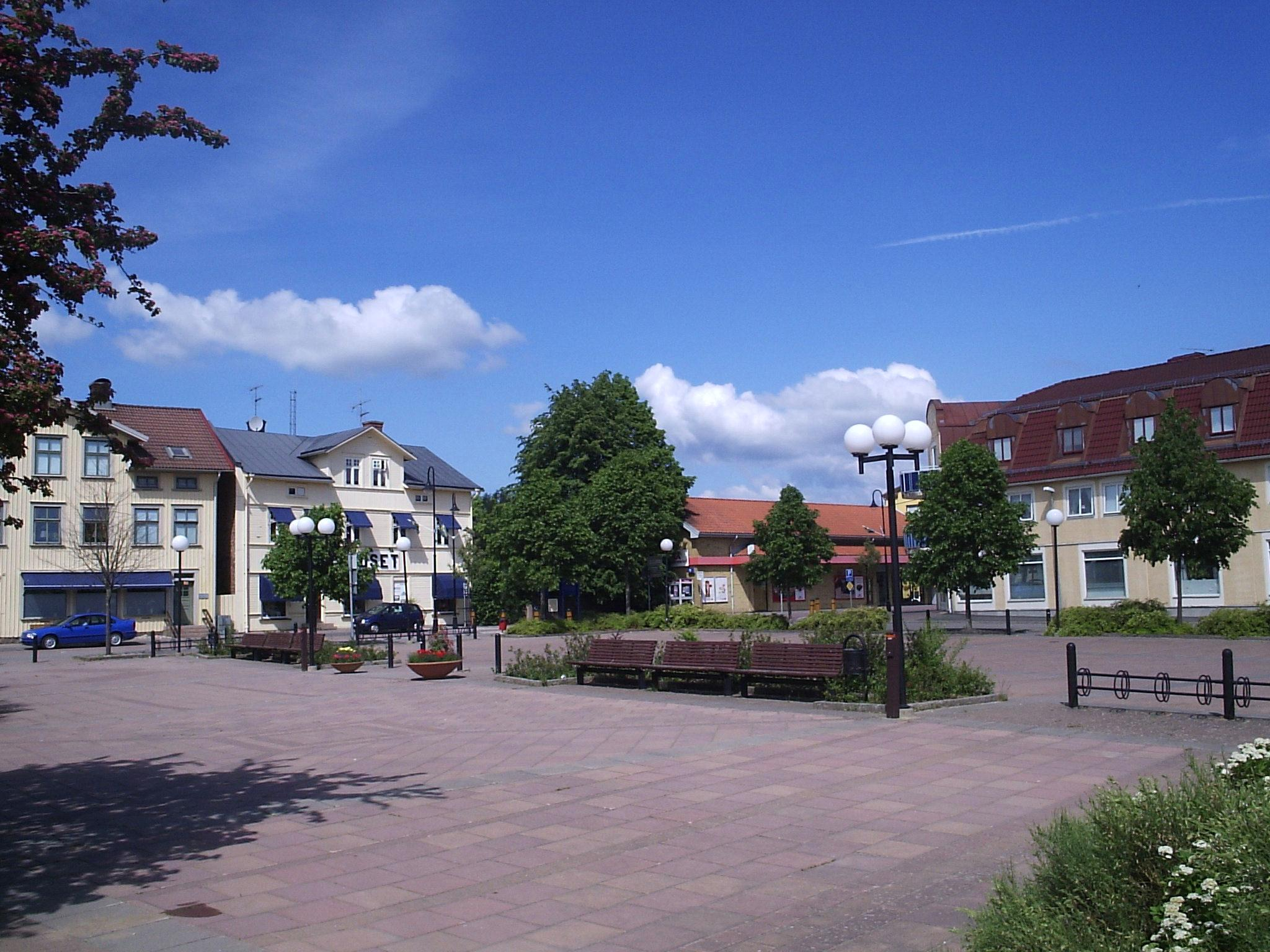
У центрі міста

## Покликання
- Сайт комуни Геррюнга